# 동천고등학교
동천고등학교(東天高等學校)는 대한민국 부산광역시 남구 대연동에 있는 사립 고등학교이다.

## 학교 연혁
- 1978년 5월 25일 : 학교법인 원곡학원 설립 인가, 안관성 이사장 취임
- 1980년 1월 24일 : 동천고등학교 설립 인가(학년당 10학급, 총 30학급)
- 1980년 3월 1일 : 초대 설동관 교장 취임
- 1980년 3월 5일 : 개교 및 80학년도 입학식
- 1980년 11월 20일 : 2학급 증설 인가(학년당 12학급 총 36학급)
- 1983년 2월 11일 : 제1회 졸업식(567명)
- 1986년 11월 24일 : 3학급 증설 인가(학년당 15학급 총 45학급)
- 1987년 8월 14일 : 강당 준공(1,129평)
- 2013년 12월 31일 : 운동장 인조 잔디 조성 완공
- 2020년 8월 3일 : 제3대 배미화 이사장 취임
- 2025년 2월 7일 : 2024학년도 제43회 졸업식 (154명, 졸업생 연인원 22,836명)
- 2025년 3월 1일 : 유석운 제14대 교장 취임
- 2025년 3월 4일 : 2025학년도 제46회 입학식(신입생 137명)

## 참고 자료
- 동천고등학교 - 한국교육학술정보원 학교알리미